# Kościół św. Jana Chrzciciela w Łapach
Kościół św. Jana Chrzciciela w Łapach – rzymskokatolicki kościół położony w dekanacie Łapy w diecezji łomżyńskiej, znajdujący się w Łapach przy ul. Warszawskiej 18 (dzielnica Łapy Osse).

## Historia
- 1983 – Zbudowano drewnianą kaplicę.
- 1983-1985 – Zbudowano nowy kościół staraniem ks. proboszcza Mieczysława Pupka.
- 1986 – 1 listopada biskup łomżyński Juliusz Paetz erygował nową parafię obejmującą dzielnicę Łapy Osse oraz wsie Gąsówka Osse i Kołpaki. Nowa parafia liczy ok. 1400 wiernych.
- 1987 – 5 września kościół został pobłogosławiony przez Biskupa pomocniczego Tadeusza Zawistowskiego.
- 1995-2000 – Uzupełniono wyposażenie kościoła i uporządkowano jego otoczenie.

## Architektura
Obecny kościół jest budowlą nowoczesną, trójnawową, z boczną wieżą. W ołtarzu głównym znajduje się obraz patrona świątyni, św. Jana Chrzciciela, a w bocznym Matki Boskiej Płonkowskiej.
Wymiary kościoła:
- długość: 28,5 m
- szerokość: 18 m
- wysokość do sklepienia: 11 m
- wysokość wieży: 27,5 m[2]